# Nuts Melon Show!
Nuts Melon Show!（ナッツ・メロン・ショウ）は、エフエム滋賀（e-radio）で2005年10月から2008年9月まで放送されていたラジオ番組（毎週月～木曜日　14:00～15:55・JST）。「ナッツメロン」とも呼ばれる。後に番組名が『新層開店 Nuts Melon Show!』に変更された。

## 概要
- 時代に埋もれてしまっている懐メロを流している音楽番組。番組公式ブログがあり、その日流れた曲は番組のブログでチェックできる。番組のCMはパーソナリティがそのまま読み上げて、曲がかかっている時以外はパーソナリティがずっと喋った状態で番組が進行されている。ちなみに番組内ではラジオコマーシャルを短く「らじこま」と呼んでいる。なお「らじこま」はエフエム滋賀の他の番組でもオンエアされている。
- その他にも、滋賀県内で聴くことができ、滋賀周辺の三重県・福井県・岐阜県・京都府でも聴くことが可能である。また大阪府の一部でも雑音がひどいが聴くことが可能である。懐メロを紹介する番組ということもあり、e-radioを聴ける範囲内で中高年のリスナーから支持されていて福岡県からメールの投稿があったこともある。しかし、2008年9月末日で番組は終了した。

## パーソナリティ
- 羽川英樹（月・火担当）
- 川下大洋（水・木担当）

### 前パーソナリティ
- 小林大作（水・木担当）

## 本番組を模した他局の番組
- エフエム鹿児島『おはよう昭和音楽館』：毎週日曜日 8:00～8:40（JST）